# 다케노마치촌
다케노마치촌(竹野町村)은 니가타현 니시칸바라군에 설치되었던 촌이다.